# Формула 1 Пауърбоут Рейсинг
Формула 1 Пауърбоут Рейсинг (F1 Powerboat Racing) е името на състезание по воден спорт, чието наименование е създадено по аналогия със състезанието Формула 1. Понякога е наричана Водна Формула 1. Яхтите, участващи в надпреварата, се ускоряват по-бързо от който и да е вид автомобили от Ф1 – те вдигат от 0 до 160 km/h за 4 секунди. Те могат да се състезават при високи скорости (230 km/h) без да използват спирачки или промяна на предавки. Това е предизвикателство за състезателите, но и изключително рисковано. Формула 1 Пауърбоут Рейсинг спада към категорията на екстремните спортове.

## Движение
Зрителите, които не следят редовно състезанията, остават учудени от вида на тези леки машини, които създават впечатлението, че летят, понеже само част от яхтата е в контакт с водата.
Тези лодки могат да се управляват и поддържат равновесие при повече от 160 km/h, без използване на спирачки и без да се сменят предавки, но и една минимална грешка при висока скорост може да доведе до тежки катастрофи.

## Световен шампионат
Първият световен шампионат е открит през 1981 г., по аналогия с Формула 1 за автомобили, както и със сходни правила. Отбори от различни националности се състезават в Grand Prix (на френски: Голяма награда), което се присъжда от Union Internationale Motonautique (UIM) и International Powerboating Association (IPA).
Състезанията са организирани на различни места по целия свят, които отговарят на необходимите условия, притежават необходимата инфраструктура, публиката има лесен достъп, има удобни хотели в близост до водната писта и улеснения с телекомуникациите. Всяко състезание трае 45 минути, като в него стартират 24 лодки, развиващи скорост от 230 km/h. Повечето състезания са предават по телевизията – по местните канали или по международни световни мрежи.

## „Пистите“
Всеки състезателен район е различен по размери, но обикновено дистанцията е около 2000 метра, като всяка от тези писти има най-малко една дълга старт-финална права и няколко тесни завоя – най-вече леви, само с по един или два десни. При завоите ускорението, което изпитват състезателите, е 4,5G, което означава, че ускорението, което действа на един пилот, когато взима тесен U-завой с около 100 km/h (за сравнение при пилотите от Формула 1 това е около 2,5G), се равнява 4,5 пъти земното ускорение.

## Водни условия
Водните условия изиграват първостепенна част за изхода на всяко състезание. С водните струи и потоци, а също и с променящата се на всяка обиколка скорост на вятъра, на пилотите често им се налага да карат напълно „слепи“ на пълна скорост, при това съвсем близо до конкурентите си. При катастрофа или прекатурване една въздушна възглавница, инсталирана около главата на пилота, се разтваря при допир с водата. Това дава възможност на кокпита (пилотската кабина) да остане във водата, докато пристигнат на мястото спасителите. Някои пилоти имат резервен запас от въздух в механична капсула като допълнително подсигурение.

## Стартови позиции
Полпозишънът (стартиране от първо място) и линиите, в които се подреждат пилотите, се решават в многократни квалификационни сесии непосредствено преди състезателния уикенд. Резултатите на всяка лодка предопределят нейната стартова позиция.

## Лодките
Обикновено в състезанията участват 24 лекотоварни лодки, които развиват 230 km/h (130 mph), с V6 мотори, всеки от които с 400 конски сили и 10 000 оборота в минута.